# ロックフェラー博物館

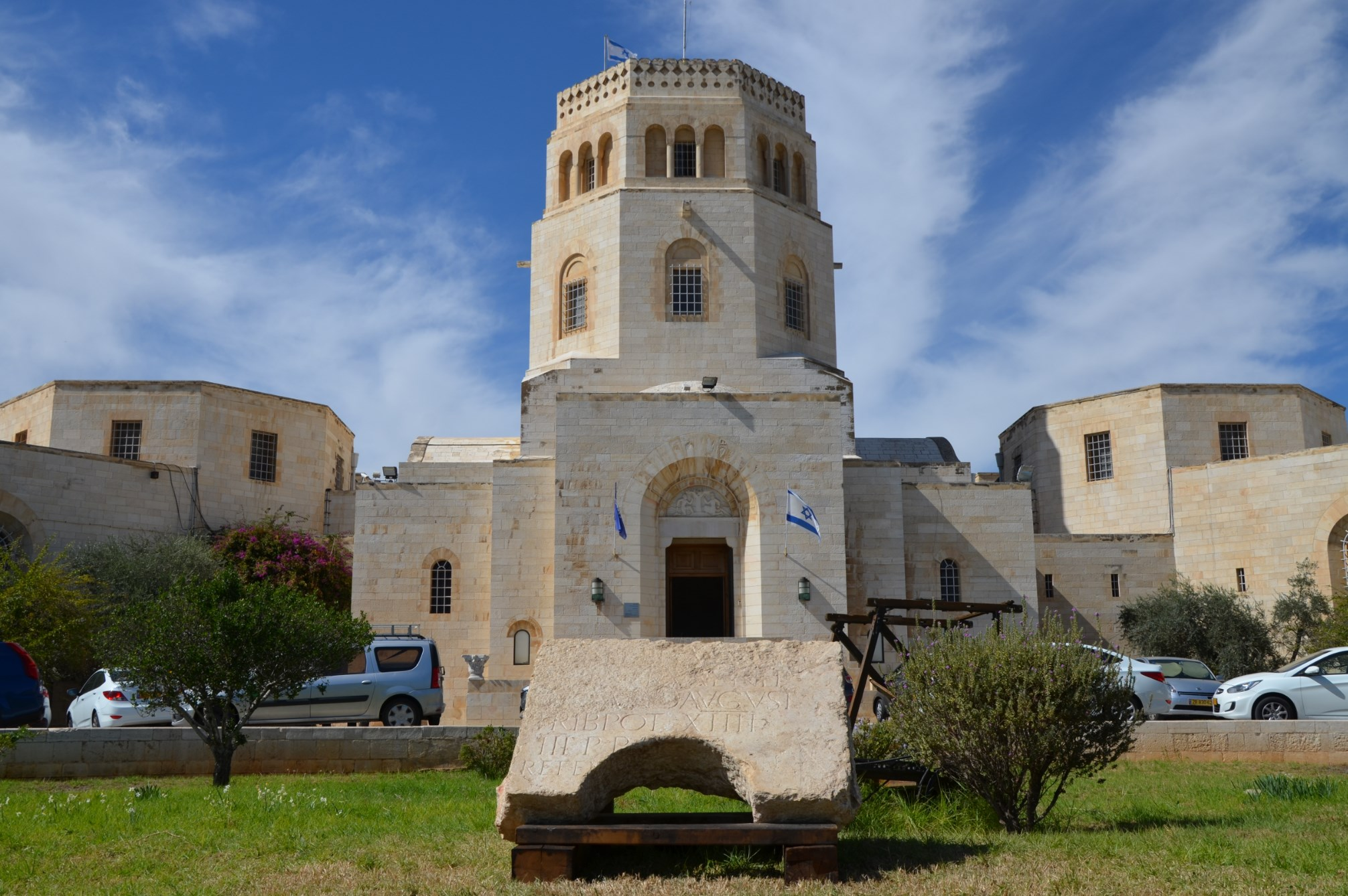
ロックフェラー博物館入口の八角塔

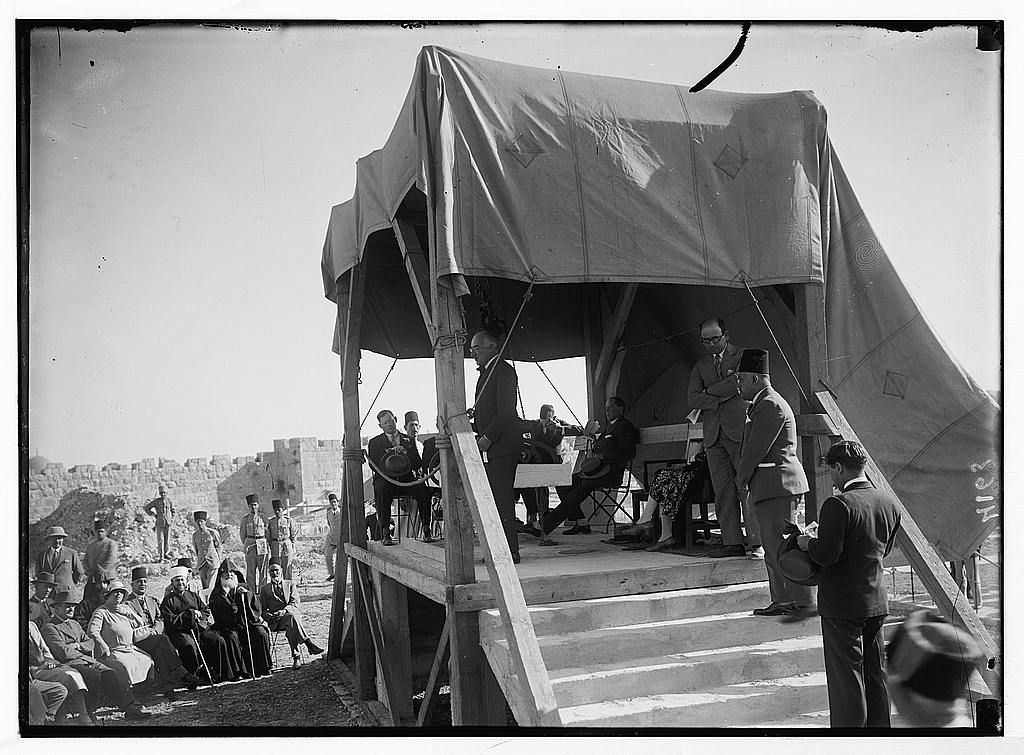
ロックフェラー博物館の礎石設置（1930年6月19日）

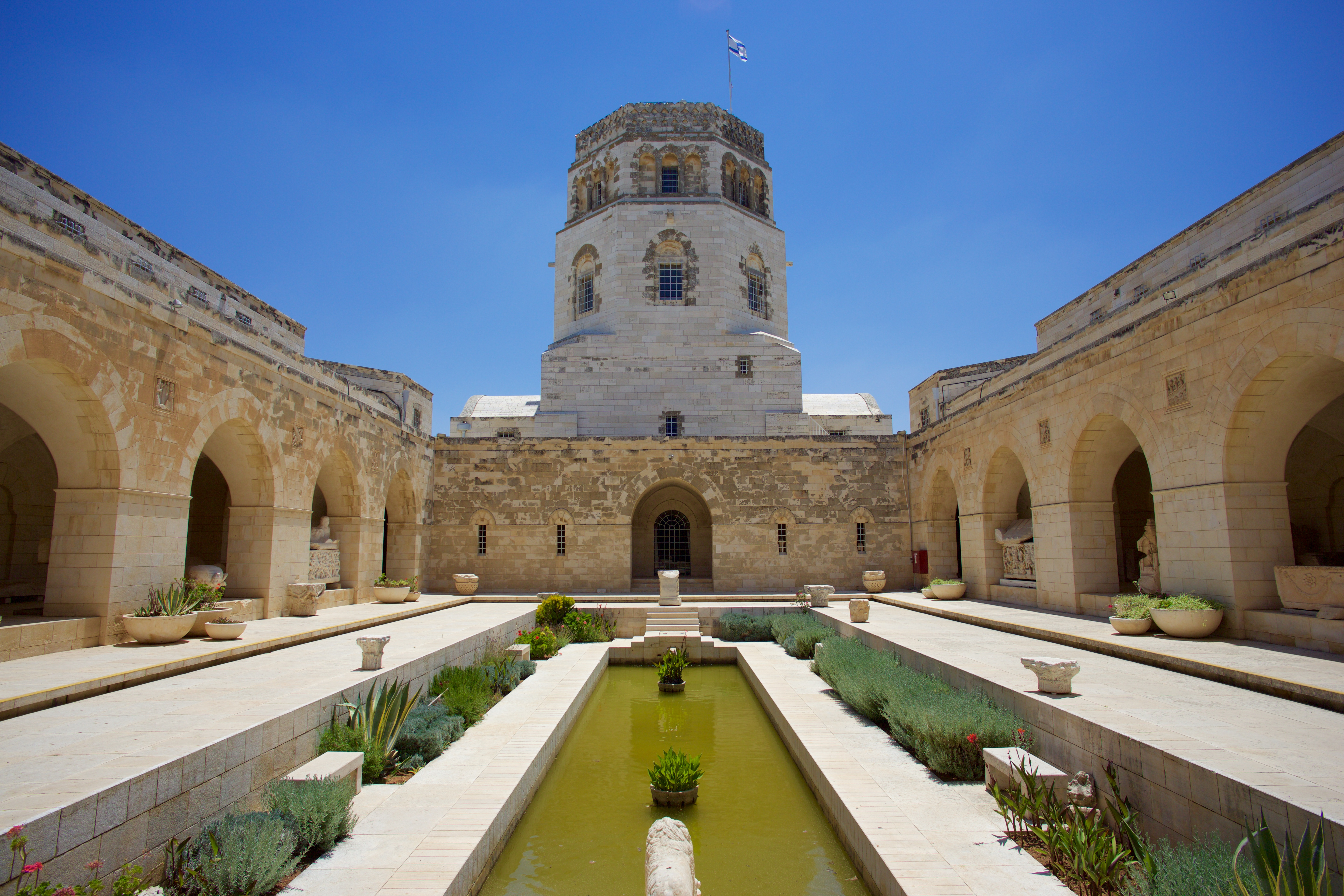
ロックフェラー博物館の中庭で八角塔を望む

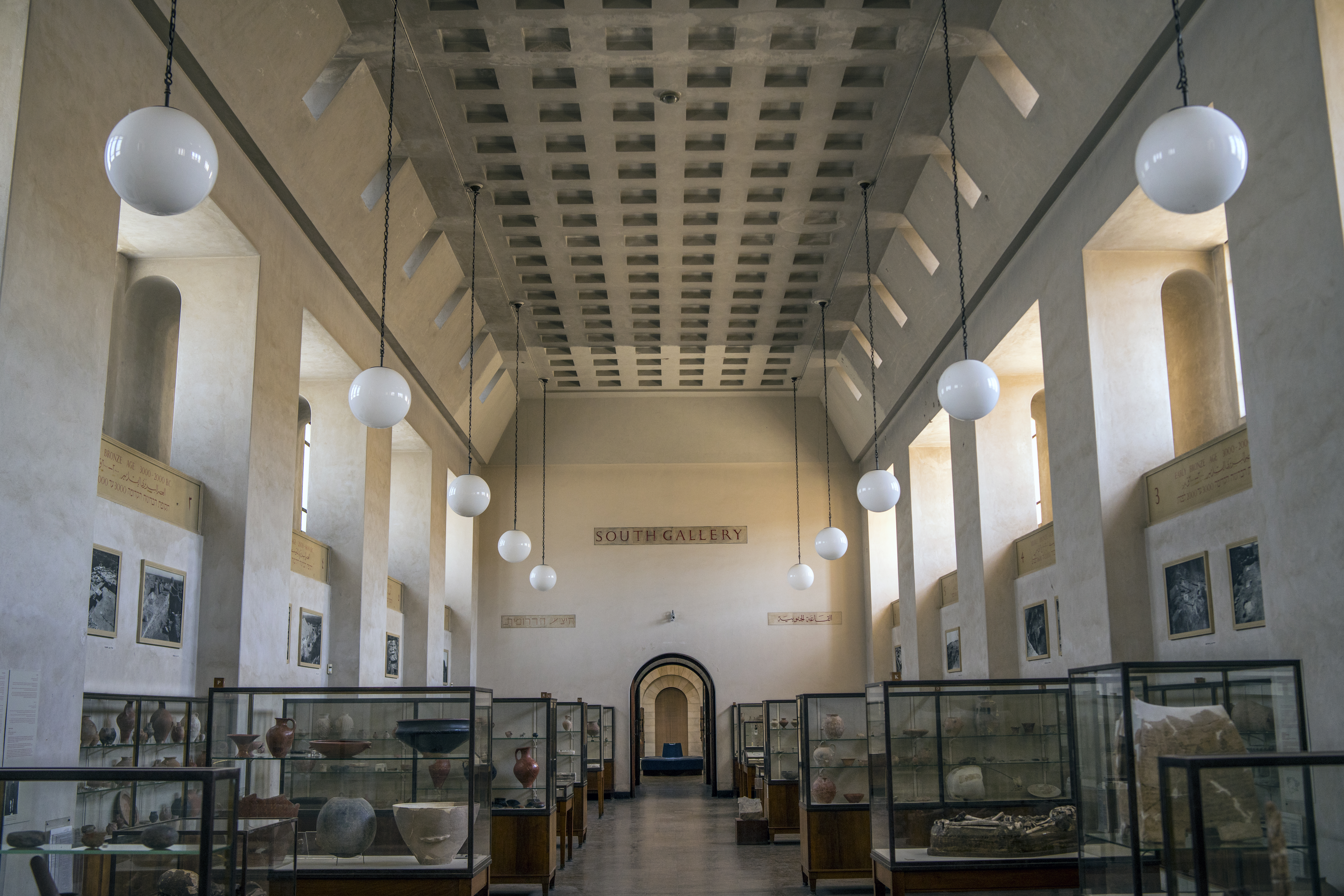
ロックフェラー博物館の展示の模様

ロックフェラー博物館（ロックフェラーはくぶつかん、英語: Rockefeller Museum）は、イスラエルの東エルサレムにある博物館。
かつての名称はパレスチナ考古学博物館（英語: Palestine Archeological Museum）で、ジョン・ロックフェラー2世から資金提供を受けて、イギリス委任統治領パレスチナ時代の1938年に開館した。イスラエル博物館の配下にあり、イスラエル考古学発掘庁（Israel Antiquities Authority）はここに本部を置いている。

## 歴史
ロックフェラー博物館はエルサレム旧市街を巡る城壁の北側の道路の向かい、ヘロデ門の斜め向かいにある。入り口に八角形の大きな塔がある。この神殿の丘を見下ろせる場所は、ユダヤ人国家ファンド（Jewish National Fund）が大学を作るように取得して、後に考古学博物館も建てるようにした。
ジョン・ロックフェラー2世は同様な博物館をエジプト・カイロに建てる計画があったが、イギリスがアメリカの影響を恐れるなどの理由で断られたところで、資金を提供することになった。設計はイギリス人で、中東にて数々の設計経験があるオーステン・ハリソン（Austen Harrison）に委ねられた。館の建設は1930年に始まり、1938年にパレスチナ考古学博物館として開館されたが、当時からもロックフェラー博物館としても知られていた。
第一次中東戦争（1948年）以降は、ヨルダン考古学発掘部門の支部も兼ねていたが、1966年のヨルダンによるヨルダン川西岸領有の結果、パレスチナ考古学博物館はフセイン1世によりヨルダン所有となった。
第三次中東戦争（1967年）では、博物館はイスラエル軍落下傘部隊が急襲・占領して、ヨルダン軍と激しい戦いになった。結果、イスラエル軍が勝利して、博物館もロックフェラー博物館と命名された。

## 展示
展示品は2万年前から1700年まで時代順に並べられている。貴重な展示品としては、アル＝アクサー・モスクの木製パネル（8世紀）、聖墳墓教会の大理石のまぐさ石（12世紀）などがある。展示の主体は、1920年代から1930年代にかけて発掘されたエルサレム、メギド、アシュケロン、ラキシュ、サマリア、エリコなどからの出土品である。
1947年から1956年にかけてクムラン洞窟で発見された『死海文書』は、この博物館に所蔵されていたが、1967年にイスラエルが東エルサレムを占領した後は、イスラエル博物館の「聖書館」へ移された。
なお死海文書の「銅の巻物」には2件あり、第3洞窟で発見されて財宝のありかを示した「銅の巻物」（Copper Scroll）はアンマンのヨルダン考古学博物館に移されている。第4洞窟で見つかり「申命記」の断片（「十戒」を含む）の「銅の巻物」（4Q41）はロックフェラー博物館に所蔵されている。